# 固体酸形燃料電池
固体酸形燃料電池(または酸素酸塩形燃料電池、英:Solid acid fuel cells(SAFCs))は電解質として固体酸材料を使用することを特徴とする燃料電池の一種である。固体高分子形燃料電池および固体酸化物燃料電池と同様に、それらは水素および酸素含有ガスの電気化学的変換から電気を抽出し、副生成物として水のみを残す。現在のSAFCシステムは、工業用グレードのプロパンおよびディーゼルなどの様々な異なる燃料から得られる水素ガスを使用する。それらは200〜300℃の温度で動作する。

## 構造と原理
固体酸は、塩と酸との間の化学中間体、例えばCsHSO4である。
燃料電池の用途で用いられる固体酸は、オキソアニオンである(SO42-, PO43−, SeO42−, AsO43−)。
水素結合及び電荷平衡によって結合した強い陽イオン (Cs+, Rb+, NH4+, K+)によって構成される。
低温において固体酸はほとんどの塩のように規則正しい分子構造を保っている。より高温（CsHSO4では140〜150℃ ）では、内部で相転移を起こして非常に無秩序な「超プロトン」構造となるものがあり、これによって導電率が数桁増加する。燃料電池に使用すると、この高い導電率により、さまざまな燃料に対して最大50％の効率が得られる。
最初の実証用SAFCは、硫酸水素セシウム（CsHSO4）を使用して2000年に開発された。 しかしながら、電解質として酸性硫酸塩を使用する燃料電池は、燃料電池のアノードをひどく劣化させる副産物をもたらし、それはごくわずかな使用の後でも出力低下を招いた。
現在のSAFCシステムは、リン酸二水素セシウム（CsH2PO4）を使用しており、数千時間の寿命を示している。. 超プロトン相転移を起こす場合、のCsH2PO4は、 導電率が
4桁上昇する。 2005年に、CsH2PO4は湿気のある大気中で250℃の「中間」温度で安定に超プロトン相転移を起こし、理想的な固体酸電解質となることが示された。燃料電池における湿った環境は、脱水および塩と水蒸気への解離からある種の固体酸（CsHなど）の発生する現象を防ぐために必要である。

## 電極上の化学反応
水素ガスはアノードに導かれ、そこでプロトンと電子に分割される。プロトンは固体酸電解質を通過してカソードに到達し、電子は外部回路を通ってカソードに移動し、電気を発生させる。カソードでは、プロトンと電子が酸素とともに再結合して水を生成し、その水がシステムから除去される。
アノード : {\displaystyle {\ce {H2 -> 2H+ + 2e-}}}
カソード : {\displaystyle {\ce {1/2O2 + 2H+ + 2e- -> H2O}}}
全体 : {\displaystyle {\ce {H2 + 1/2O2 -> H2O}}}
SAFCは中間温度で稼働するため、標準の金属成分および可撓性ポリマーのような、高温に耐えられない材料を使用できるようになる。これらの温度はまた、一酸化炭素または硫黄成分のような水素燃料源中の不純物による腐食を防ぐ。例えば、SAFCは、プロパン、天然ガス、ディーゼル、および他の炭化水素から抽出された水素ガスを利用することができる。

## 製作と生産
Sossina Haileは1990年代に最初の固体酸形燃料電池を開発した。
2005年には、SAFCは25マイクロメートルの厚さの薄い電解質膜で製造され、初期のモデルと比較してピーク電力密度が8倍に増加した。薄い電解質膜は、膜内の内部抵抗によって失われる電圧を最小限に抑えるために必要である。
Suryaprakash等によれば、2014年、理想的な固体酸型燃料電池のアノードは「白金薄膜で均一に覆われた多孔質電解質ナノ構造」であるとしている。このグループは、噴霧乾燥と呼ばれる方法を使用してSAFCを製造し、CsH2PO4固体酸電解質ナノ粒子を堆積させ、固体酸燃料電池電解質材料CsH2PO4の多孔質三次元相互接続ナノ構造を作製した。

## 利用例
適度な温度要件といくつかの種類の燃料との適合性のために、SAFCは他の種類の燃料電池が実用的ではない遠隔地で利用することができる。特に、遠隔の石油およびガス用途向けのSAFCシステムは、坑口を帯電させ、メタンおよび他の強力な温室効果ガスを大気中に直接排出する空気圧部品の使用を排除するために展開されてきた。 小型のポータブルSAFCシステムは、船舶用ディーゼルやJP8のような標準的な物流燃料で動作する軍事用途向けに開発中である。
2014年には、太陽光とSAFCを組み合わせて、化学物質を水と肥料に化学的に変換するトイレが開発された。

## 課題点
本方式の燃料電池は中温領域と呼ばれる100-300℃付近で高プロトン伝導体(水素イオンが流れやすい物質のことで、結果として電気抵抗が低下する)である無機酸素酸塩を電解質として用いるが、高いイオン伝導性を示す材料が少なく、有用な電解質の開発が進展しているとは言えない。本記事においてはCsHSO4およびCsH2PO4を紹介しているが、実用には未だ不十分である。導電率の低下が不十分であり、低い機械強度、熱安定性、高い水溶性、狭い使用温度領域も問題として挙げられる。これらの問題点を解決する方法として、他の無機材料を添加する試みが行われているが、大きく性能を改善させた例はほとんどない。

## 参照
1. 1 2  Calum R.I. Chisholm, Dane A. Boysen, Alex B. Papandrew, Strahinja Zecevic, SukYal Cha, Kenji A. Sasaki, Áron Varga, Konstantinos P. Giapis, Sossina M. Haile. "From Laboratory Breakthrough to Technological Realization: The Development Path for Solid Acid Fuel Cells." The Electrochemical Society Interface Vol 18. No 3. (2009).
2. ↑  Papandrew, Alexander B.; Chisholm, Calum R.I.; Elgammal, Ramez A.; Özer, Mustafa M.; Zecevic, Strahinja K. (2011-04-12). “Advanced Electrodes for Solid Acid Fuel Cells by Platinum Deposition on CsH2PO4”. Chemistry of Materials 23 (7):  1659–1667. doi:10.1021/cm101147y. ISSN 0897-4756.
3. 1 2  Sossina M. Haile, Dane A. Boysen, Calum R. I. Chisholm, Ryan B. Merle. "Solid acids as fuel cell electrolytes." Nature 410, 910-913 (19 April 2001). doi:10.1038/35073536.
4. 1 2  “SAFCell – Oil and Gas.” http://www.safcell.com/oil-gas/
5. ↑  Ryan B. Merle, Calum R. I. Chisholm, Dane A. Boysen, Sossina M. Haile. "Instability of Sulfate and Selenate Solid Acids in Fuel Cell Environments." Energy Fuels, 2003, 17 (1), pp 210–215. DOI: 10.1021/ef0201174
6. ↑  Sossina M. Haile, Calum R. I. Chisholm, Kenji Sasaki, Dane A. Boysen, Tetsuya Uda. "Solid acid proton conductors: from laboratory curiosities to fuel cell electrolytes." Faraday Discuss., 2007, 134, 17-39. DOI: 10.1039/B604311A
7. ↑  Baranov, A. I.; Khiznichenko, V. P.; Sandler, V. A.; Shuvalov, L. A. (1988-05-01). “Frequency dielectric dispersion in the ferroelectric and superionic phases of CsH2PO4”. Ferroelectrics 81 (1):  183–186. doi:10.1080/00150198808008840. ISSN 0015-0193.
8. ↑  Baranov, A. I.; Khiznichenko, V. P.; Shuvalov, L. A. (1989-12-01). “High temperature phase transitions and proton conductivity in some kdp-family crystals”. Ferroelectrics 100 (1):  135–141. doi:10.1080/00150198908007907. ISSN 0015-0193.
9. ↑  Baranov, A. I.; Merinov, B. V.; Tregubchenko, A. V.; Khiznichenko, V. P.; Shuvalov, L. A.; Schagina, N. M. (1989-11-01). “Fast proton transport in crystals with a dynamically disordered hydrogen bond network”. Solid State Ionics 36 (3):  279–282. doi:10.1016/0167-2738(89)90191-4.
10. ↑  Otomo, Junichiro; Tamaki, Takanori; Nishida, Satoru; Wang, Shuqiang; Ogura, Masaru; Kobayashi, Takeshi; Wen, Ching-ju; Nagamoto, Hidetoshi et al. (2005). “Effect of water vapor on proton conduction of cesium dihydrogen phosphateand application to intermediate temperature fuel cells” (英語). Journal of Applied Electrochemistry 35 (9):  865–870. doi:10.1007/s10800-005-4727-4. ISSN 0021-891X.
11. ↑  Boysen, Dane A.; Uda, Tetsuya; Chisholm, Calum R. I.; Haile, Sossina M. (2004-01-02). “High-Performance Solid Acid Fuel Cells Through Humidity Stabilization” (英語). Science 303 (5654):  68–70. doi:10.1126/science.1090920. ISSN 0036-8075. PMID 14631049.
12. ↑  Cheap Diesel-Powered Fuel Cells. Bullis, Kevin. October 21, 2010. MIT Technology Review.
13. ↑  Diesel: The Fuel of the Future? February 11, 2013. Discovery News.
14. ↑  Running fuel cells on biodiesel. Claude R. Olsen, Else Lie. October 8, 2010. The Research Council of Norway.
15. ↑  Uda, Tetsuya; Haile, Sossina M. (2005-05-01). “Thin-Membrane Solid-Acid Fuel Cell” (英語). Electrochemical and Solid-State Letters 8 (5):  A245–A246. doi:10.1149/1.1883874. ISSN 1099-0062.
16. ↑  Suryaprakash, R. C.; Lohmann, F. P.; Wagner, M.; Abel, B.; Varga, A. (2014-11-10). “Spray drying as a novel and scalable fabrication method for nanostructured CsH2PO4, Pt-thin-film composite electrodes for solid acid fuel cells” (英語). RSC Advances 4 (104):  60429–60436. doi:10.1039/C4RA10259B. ISSN 2046-2069.
17. ↑  SAFCell Inc. awarded Enhancement grant from US Army. Pasadena, California. SAFCell, Inc. May 16, 2016. http://www.ultracell-llc.com/assets/UltraCell_BT-press-release-17-May-2016-FINAL.pdf
18. ↑  Solar/Fuel Cell-Powered Caltech-Designed Enviro-Toilet to Debut in India. Pasadena, California. The Hydrogen and Fuel Cell Letter. February 2014. http://www.hfcletter.com/Content/EnviroToilet.aspx [リンク切れ]
19. ↑  室山広樹『Studies on composites based on sulfates and phosphates for electrolytes in intermediate-temperature fuel cells. 〔温作動燃料電池用電解質としての硫酸塩およびリン酸塩複合体に関する研究〕』京都大学〈博士(工学) 甲第14272号〉、2009年。hdl:2433/124508。 NAID 500000462228。